# Daisy Shah
Pour les articles homonymes, voir  Shah.
Daisy Shah, née le 25 août 1984 à Mumbai en Inde, est une actrice, populaire indienne du cinéma Bollywoodien. Elle est également mannequin et danseuse. Elle a été l'assistante chorégraphe de Ganesh Acharya (en), durant dix ans. Elle fait ses débuts d'actrice en apparaissant dans le thriller Vandae Maatharam (en), mais elle se fait vraiment connaître dans le film Bodyguard (en). Elle apparaît également avec Salman Khan, dans le film Jai Ho (en). En 2015, elle joue dans Hate Story 3 (en).

## Filmographie
Sauf indication contraire, les informations mentionnées dans cette section peuvent être confirmées par la base de données cinématographiques IMDb,  présente dans la section « Liens externes ».
- 2018 : Race 3

- 2016 : Ramratan (en)
- 2015 : Hate Story 3 (en)
- 2014 : Spark (en)
- 2014 : Aakramana (en)
- 2014 : Jai Ho (en)
- 2013 : Gajendra
- 2013 : Bachchan (en)
- 2013 : Bloody Isshq (en)
- 2012 : Department (en)
- 2011 : Bhadra
- 2010 : Khuda Kasam (en)
- 2010 : Vandae Maatharam (en)
- 2007 : Pori (en)
- 2006 : Humko Deewana Kar Gaye (en)
- 2004 : Masti (en)
- 2003 : Tere Naam (en)